# Magnuszew (gemeente)
De gemeente Magnuszew is een landgemeente in het Poolse woiwodschap Mazovië, in powiat Kozienicki. De zetel van de gemeente bevindt zich in Magnuszew.

## Oppervlakte gegevens
In 2002 bedroeg de totale oppervlakte van gemeente Magnuszew 140,92 km², waarvan:
- agrarisch gebied: 65%
- bossen: 20%

De gemeente beslaat 15,37% van de totale oppervlakte van de powiat.

## Demografie
Op 30 juni 2016 telde de gemeente 6787 inwoners.
Stand op 30 juni 2004:
| Omschrijving                   | Totaal | Totaal | Vrouwen | Vrouwen | Mannen | Mannen |
| ------------------------------ | ------ | ------ | ------- | ------- | ------ | ------ |
| eenheid                        | aantal | %      | aantal  | %       | aantal | %      |
| inwoners                       | 6619   | 100    | 3212    | 48,5    | 3407   | 51,5   |
| bevolkingsdichtheid (inw./km²) | 47     | 47     | 22,8    | 22,8    | 24,2   | 24,2   |

In 2002 bedroeg het gemiddelde inkomen per inwoner 1475,05 zł.

## Administratieve plaatsen (sołectwo)
Aleksandrów, Anielin, Basinów, Boguszków, Bożówka, Chmielew, Dębowola, Gruszczyn, Grzybów, Kępa Skórecka, Kłoda, Kolonia Rozniszew, Kurki, Latków, Magnuszew, Mniszew, Ostrów, Osiemborów, Przewóz Tarnowski, Przewóz Stary, Przydworzyce, Rękowice, Rozniszew, Trzebień, Tyborów, Wilczkowice Dolne, Wilczowola, Wola Magnuszewska, Wólka Tarnowska, Zagroby, Żelazna Nowa, Żelazna Stara.

## Aangrenzende gemeenten
Głowaczów, Grabów nad Plilicą, Kozienice, Maciejowice, Warka, Wilga